# Draft de la NBA de 1971
El Draft de la NBA de 1971 fue el vigesimoquinto draft de la National Basketball Association (NBA). El draft se celebró el 29 de marzo de 1971 antes del comienzo de la temporada 1971-72. 
En este draft, diecisiete equipos de la NBA seleccionaron a jugadores amateurs del baloncesto universitario y otros jugadores elegibles, incluidos internacionales. Los jugadores que hubiesen terminado el periplo universitario de cuatro años estaban disponibles para ser seleccionados. Si un jugador abandonaba antes la universidad, no podía ser escogido en el draft hasta que su clase se graduase. Las dos primeras elecciones del draft correspondieron a los equipos que finalizaron en la última posición en cada división, con el orden determinado por un lanzamiento de moneda. Cleveland Cavaliers ganó el primer puesto del draft, mientras que Portland Trail Blazers fue premiado con la segunda elección. Los demás equipos seleccionaron en orden inverso al registro de victiorias-derrotas en la temporada anterior. 
Antes del comienzo de la temporada, San Diego Rockets y San Francisco Warriors se trasladaron a Houston (Texas) y Oakland (California), y se convirtieron en Houston Rockets y Golden State Warriors respectivamente. El draft consistió de diecinueve rondas y 237 jugadores fueron seleccionados. La liga también organizó un draft suplementario el 20 de septiembre de 1971 para jugadores que no hubiesen cumplido los cuatro años universitarios y quisieran incorporarse a la NBA, denominado draft de las dificultades (en inglés, hardship draft).

## Selecciones y notas del draft
Austin Carr, de la Universidad de Notre Dame, fue seleccionado en la primera posición del draft por Cleveland Cavaliers. Sidney Wicks, de la Universidad de California, Los Ángeles, que ganó el Rookie del Año de la NBA en su primera temporada, fue seleccionado en la segunda posición por Portland Trail Blazers. Spencer Haywood, la trigésima elección, y Randy Smith, la 104.ª, fueron incluidos en un mejor quinteto de la NBA y en el All-Star Game de la NBA. Haywood formó parte de cuatro mejores quintetos y disputó cinco All-Star Games. También ganó el campeonato de la NBA con Los Angeles Lakers en 1980. Durante su primera y única temporada en la American Basketball Association (ABA), ganó el MVP de la Temporada de la ABA, y fue seleccionado en el All-Star Game de la ABA y en el mejor quinteto de la ABA. Smith fue incluido en el mejor quinteto de la NBA en una ocasión y participó en un All-Star. Artis Gilmore, la 117.ª elección, optó por jugar inicialmente en la ABA. Pasó cinco temporadas en Kentucky Colonels antes de debutar en la NBA en 1976 tras la fusión de ambas ligas. Logró el MVP de la ABA en 1972, fue reconocido en el mejor quinteto de la ABA en cinco ocasiones, disputó cinco All-Star de la ABA y seis de la NBA. En 2011 fue incluido en el Basketball Hall of Fame. Fred Brown, la sexta elección, pasó sus trece años de carrera profesional en los Sonics y jugó un All-Star Game. Carr, Wicks, y la undécima elección Curtis Rowe son los otros jugadores de este draft que participaron en el All-Star Game. Phil Chenier, seleccionado en el hardship draft, formó también parte del mejor quinteto y del All-Star en una ocasión. Dos jugadores de este draft se convirtieron posteriormente en entrenadores de la NBA: la decimotercera elección Jim Cleamons y la cuadragésimosexta Dave Wohl.
Spencer Haywood fue seleccionado en la segunda ronda por Buffalo Braves aunque ya había jugado en la NBA con Seattle SuperSonics la temporada anterior. Abandonó la universidad en 1969 con dos años de antelación a su derecho de elegibilidad. Por entonces, la NBA prohibía la selección de draft o el fichaje de un jugador antes de que su clase se hubiese graduado. Haywood jugó en la ABA con Denver Rockets durante una temporada antes de su controvertido fichaje por los Sonics. La liga y otros equipos de la NBA se opusieron a ello y argumentaron que se le debería prohibir jugar en los Sonics. Esto llevó a Haywood a un juicio contra la NBA. El jugador afirmó que se le debería permitir jugar ya que se trataba de un "caso de necesidad", debido a su posición como único asalariado de su familia. Haywood ganó el caso y pudo disputar la temporada 1970–71. Todo ello hizo que la NBA permitiese entrar al draft a jugadores que no hubiesen terminado el periplo universitario de cuatro años siempre y cuando demostrasen que se trata de un asunto de necesidad. Con las normas vigentes, Haywood era elegible para este draft, cuando su clase en la universidad se graduó. Los Braves usaron una de sus tres elecciones de segunda ronda para seleccionarle, con la esperanza de conseguir los derechos para incorporarle en su plantilla. Sin embargo, Haywood permaneció en los Sonics y nunca jugó en los Braves.

## Leyenda
|  | Denota jugador miembro del Basketball Hall of Fame                                                 |
|  | Denota jugador que ha sido seleccionado al menos en un All-Star Game y un Mejor Quinteto de la NBA |
|  | Denota jugador que ha sido seleccionado al menos en un All-Star Game                               |
|  | Denota jugador que nunca ha jugado en la NBA                                                       |

## Draft

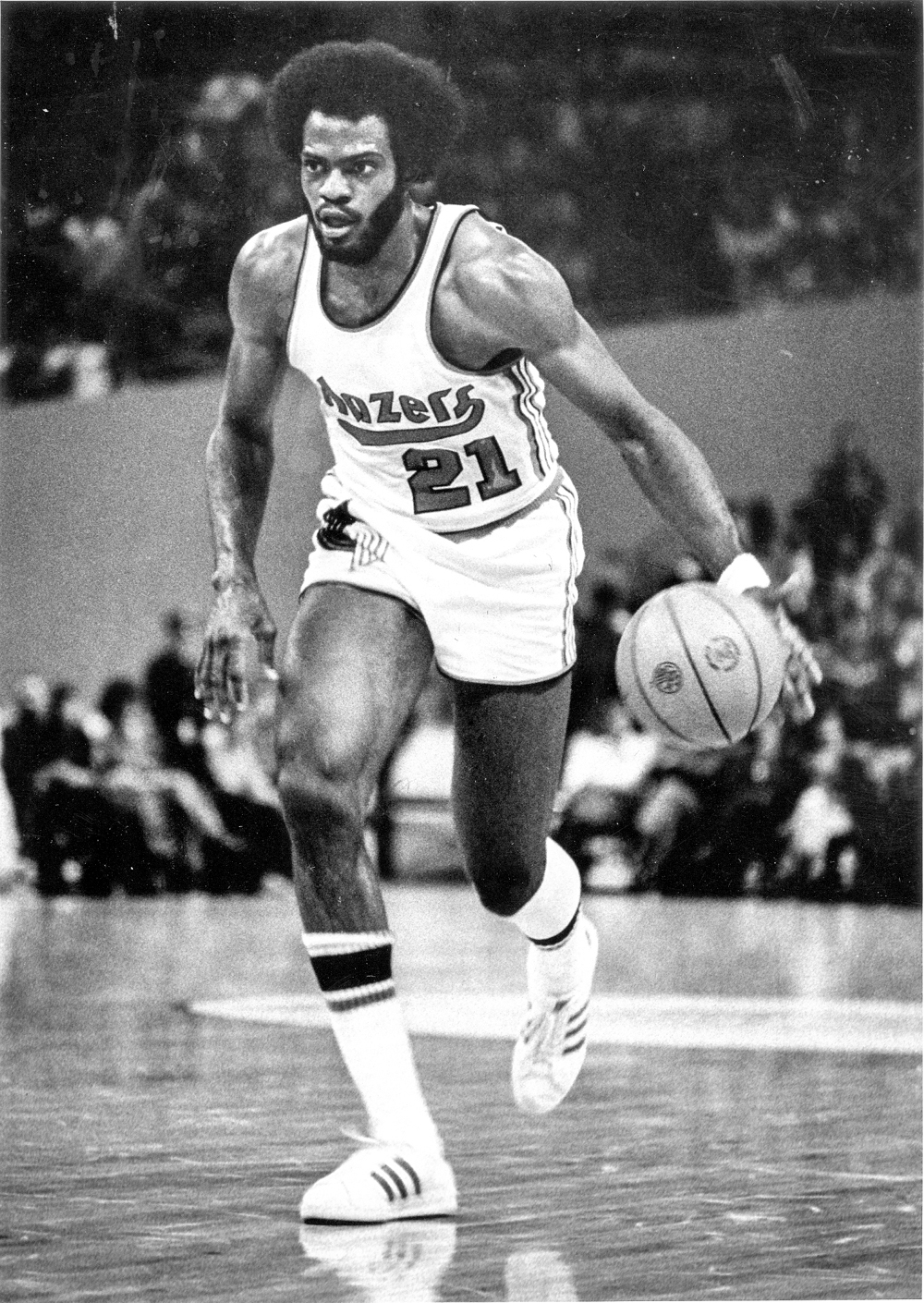
Sidney Wicks, elegido en 2.ª posición.

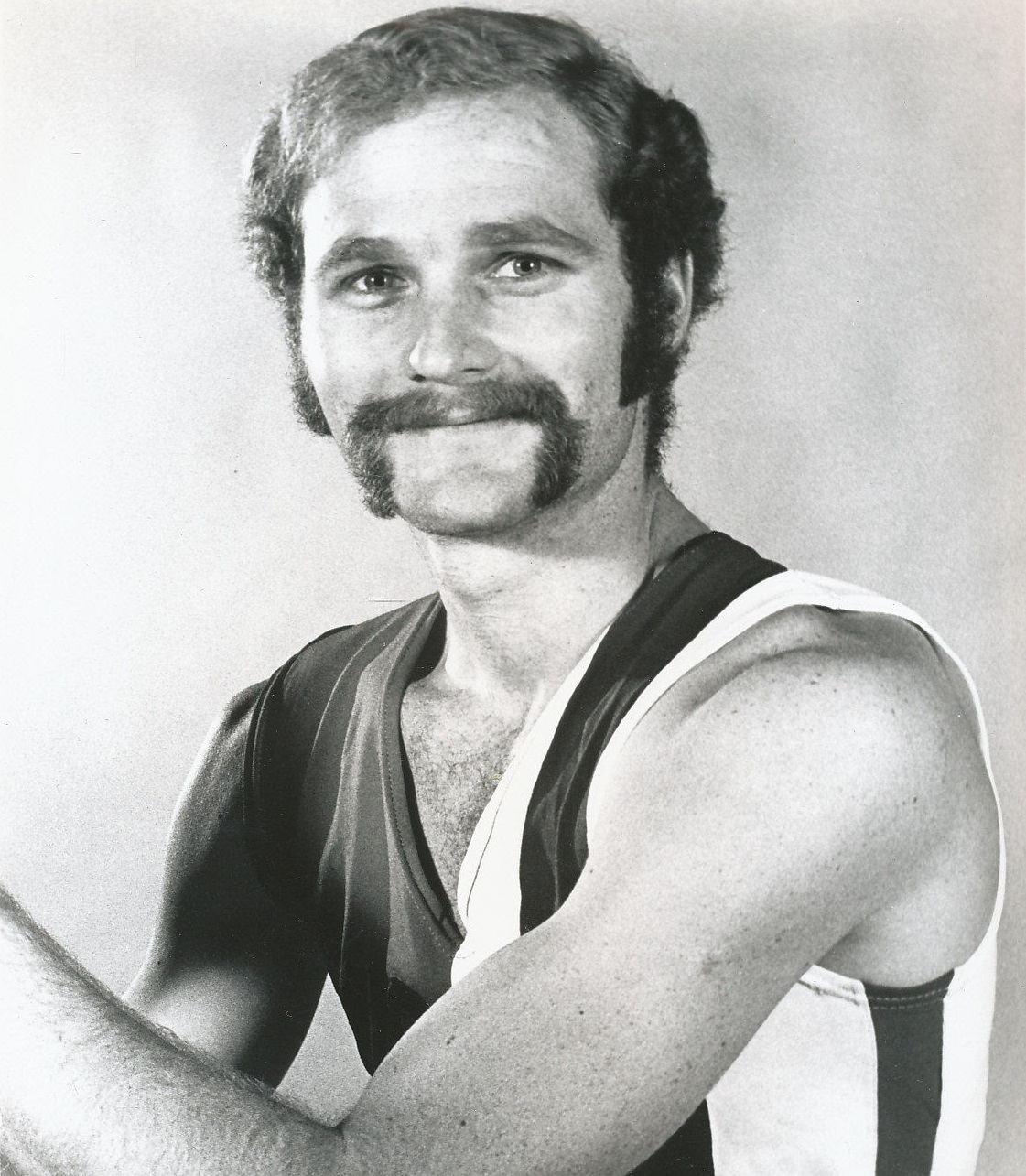
Stan Love, elegido en 9.ª posición.

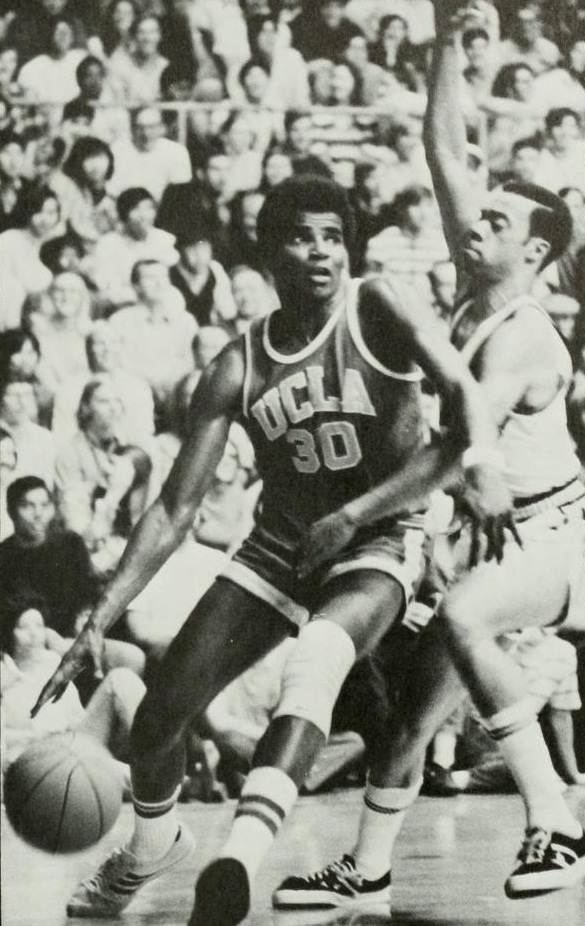
Curtis Rowe, la undécima elección.

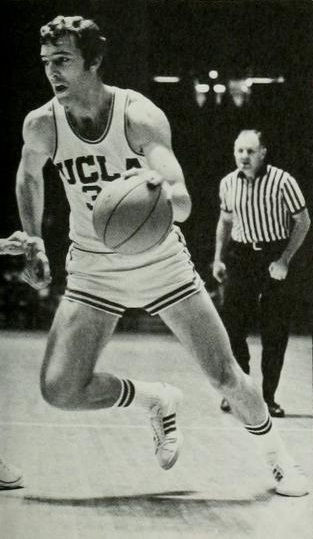
Steve Patterson fue elegido en el puesto 18

| Ronda | Pick | Jugador           | Posición | Nacionalidad   | Equipo                                       | Universidad/equipo        |
| ----- | ---- | ----------------- | -------- | -------------- | -------------------------------------------- | ------------------------- |
| 1     | 1    | Austin Carr       | G        | Estados Unidos | Cleveland Cavaliers                          | Notre Dame                |
| 1     | 2    | Sidney Wicks      | F/C      | Estados Unidos | Portland Trail Blazers                       | UCLA                      |
| 1     | 3    | Elmore Smith      | C        | Estados Unidos | Buffalo Braves                               | Kentucky State            |
| 1     | 4    | Ken Durrett       | F        | Estados Unidos | Cincinnati Royals                            | La Salle                  |
| 1     | 5    | George Trapp      | F/C      | Estados Unidos | Atlanta Hawks                                | Long Beach State          |
| 1     | 6    | Fred Brown        | G        | Estados Unidos | Seattle SuperSonics                          | Iowa                      |
| 1     | 7    | Cliff Meely       | F/C      | Estados Unidos | San Diego Rockets                            | Colorado                  |
| 1     | 8    | Darnell Hillman   | F/C      | Estados Unidos | San Francisco Warriors                       | Fuerzas Armadas (AAU)     |
| 1     | 9    | Stan Love         | F        | Estados Unidos | Baltimore Bullets                            | Oregon                    |
| 1     | 10   | Clarence Glover   | F        | Estados Unidos | Boston Celtics                               | Western Kentucky          |
| 1     | 11   | Curtis Rowe       | F        | Estados Unidos | Detroit Pistons                              | UCLA                      |
| 1     | 12   | Dana Lewis        | C        | Estados Unidos | Philadelphia 76ers                           | Tulsa                     |
| 1     | 13   | Jim Cleamons      | G        | Estados Unidos | Los Angeles Lakers                           | Ohio State                |
| 1     | 14   | John Roche        | G        | Estados Unidos | Phoenix Suns                                 | South Carolina            |
| 1     | 15   | Kennedy McIntosh  | F        | Estados Unidos | Chicago Bulls                                | Eastern Michigan          |
| 1     | 16   | Dean Meminger     | G        | Estados Unidos | New York Knicks                              | Marquette                 |
| 1     | 17   | Collis Jones      | F        | Estados Unidos | Milwaukee Bucks                              | Notre Dame                |
| 2     | 18   | Steve Patterson   | C        | Estados Unidos | Cleveland Cavaliers                          | UCLA                      |
| 2     | 19   | Fred Hilton       | G/F      | Estados Unidos | Buffalo Braves                               | Grambling                 |
| 2     | 20   | Willie Sojourner  | F/C      | Estados Unidos | Chicago Bulls (desde Portland)               | Weber State               |
| 2     | 21   | John Mengelt      | G        | Estados Unidos | Cincinnati Royals                            | Auburn                    |
| 2     | 22   | Ted McClain       | G        | Estados Unidos | Atlanta Hawks                                | Tennessee State           |
| 2     | 23   | Jim McDaniels     | F/C      | Estados Unidos | Seattle SuperSonics                          | Western Kentucky          |
| 2     | 24   | Mike Newlin       | G/F      | Estados Unidos | San Diego Rockets                            | Utah                      |
| 2     | 25   | Charlie Yelverton | G/F      | Estados Unidos | Portland Trail Blazers (desde San Francisco) | Fordham                   |
| 2     | 26   | Amos Thomas       | F        | Estados Unidos | Buffalo Braves                               | Southwestern State        |
| 2     | 27   | Rick Fisher       | F        | Estados Unidos | Portland Trail Blazers (desde Baltimore)     | Colorado State            |
| 2     | 28   | Jim Rose          | G        | Estados Unidos | Boston Celtics                               | Western Kentucky          |
| 2     | 29   | Isaiah Wilson     | G        | Estados Unidos | Detroit Pistons                              | Baltimore                 |
| 2     | 30   | Spencer Haywood   | F/C      | Estados Unidos | Buffalo Braves (desde Philadelphia)          | Seattle SuperSonics (NBA) |
| 2     | 31   | Joe Bergman       | F        | Estados Unidos | Cincinnati Royals (desde Los Angeles)        | Creighton                 |
| 2     | 32   | Howard Porter     | F/C      | Estados Unidos | Chicago Bulls (desde Phoenix)                | Villanova                 |
| 2     | 33   | Marvin Stewart    | G        | Estados Unidos | Philadelphia 76ers (desde Chicago)           | Nebraska                  |
| 2     | 34   | Gregg Northington | C        | Estados Unidos | New York Knicks                              | Alabama State             |
| 2     | 35   | Willie Long       | F/C      | Estados Unidos | Cleveland Cavaliers (desde Milwaukee)        | New Mexico                |

## Otras elecciones

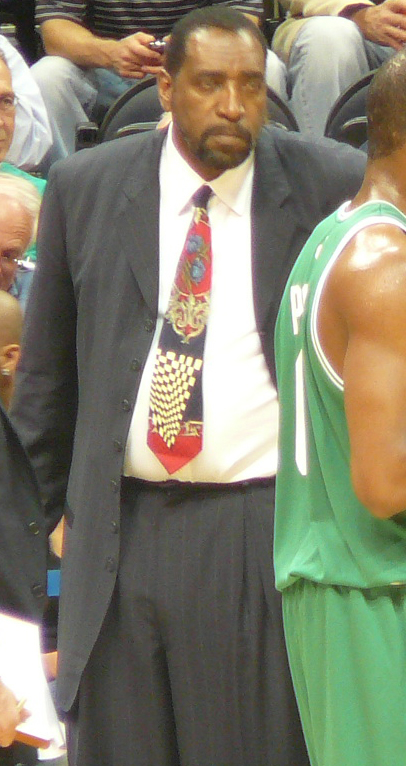
Clifford Ray fue seleccionado en la 40.ª posición.

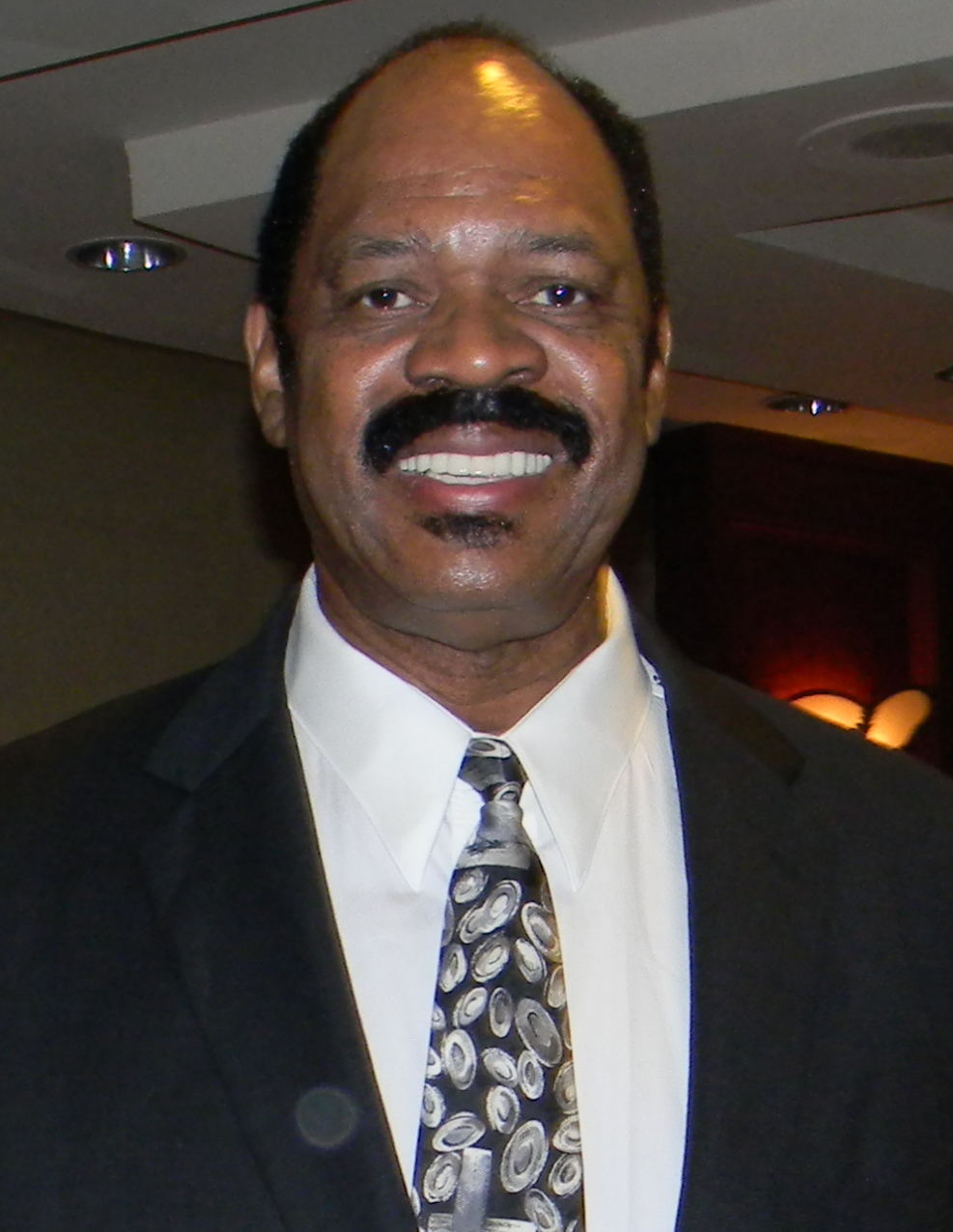
Artis Gilmore fue seleccionado en la 117.ª posición.

La siguiente lista incluye otras elecciones de draft que han aparecido en al menos un partido de la NBA.
| Ronda | Pick | Jugador          | Posición | Nacionalidad   | Equipo                                       | Universidad/equipo   |
| ----- | ---- | ---------------- | -------- | -------------- | -------------------------------------------- | -------------------- |
| 3     | 37   | Larry Steele     | G/F      | Estados Unidos | Portland Trail Blazers                       | Kentucky             |
| 3     | 39   | Jeff Halliburton | G        | Estados Unidos | Atlanta Hawks                                | Drake                |
| 3     | 40   | Clifford Ray     | C        | Estados Unidos | Chicago Bulls (desde Seattle)                | Oklahoma             |
| 3     | 41   | Jackie Ridgle    | G        | Estados Unidos | Cleveland Cavaliers (desde San Diego)        | California           |
| 3     | 42   | William Smith    | C        | Estados Unidos | Portland Trail Blazers (desde San Francisco) | Syracuse             |
| 3     | 43   | Rich Rinaldi     | G        | Estados Unidos | Baltimore Bullets                            | Saint Peter's        |
| 3     | 44   | Dave Robisch     | F/C      | Estados Unidos | Boston Celtics                               | Kansas               |
| 3     | 45   | Marv Roberts     | F/C      | Estados Unidos | Detroit Pistons                              | Utah State           |
| 3     | 46   | Dave Wohl        | G        | Estados Unidos | Philadelphia 76ers                           | Pennsylvania         |
| 3     | 47   | Mike Gale        | G        | Estados Unidos | Chicago Bulls (desde Los Angeles)            | Elizabeth City State |
| 3     | 48   | Mo Layton        | G        | Estados Unidos | Phoenix Suns                                 | USC                  |
| 3     | 49   | Dick Gibbs       | G/F      | Estados Unidos | Chicago Bulls                                | Texas-El Paso        |
| 3     | 50   | Kenny Mayfield   | G        | Estados Unidos | New York Knicks                              | Tuskegee             |
| 4     | 55   | Sid Catlett      | F        | Estados Unidos | Cincinnati Royals                            | Notre Dame           |
| 4     | 58   | Tom Owens        | F/C      | Estados Unidos | San Diego Rockets                            | South Carolina       |
| 4     | 61   | Randy Denton     | C        | Estados Unidos | Boston Celtics                               | Duke                 |
| 4     | 64   | Roger Brown      | C        | Estados Unidos | Los Angeles Lakers                           | Kansas               |
| 5     | 76   | Odis Allison     | F        | Estados Unidos | San Francisco Warriors                       | Nevada-Las Vegas     |
| 5     | 85   | Barry Nelson     | C        | Estados Unidos | Milwaukee Bucks                              | Duquesne             |
| 6     | 89   | Gil McGregor     | F        | Estados Unidos | Cincinnati Royals                            | Wake Forest          |
| 6     | 93   | Charles Johnson  | G        | Estados Unidos | San Francisco Warriors                       | California           |
| 6     | 97   | Jake Jones       | G        | Estados Unidos | Philadelphia 76ers                           | Assumption           |
| 7     | 104  | Randy Smith      | G/F      | Estados Unidos | Buffalo Braves                               | Buffalo State        |
| 7     | 117  | Artis Gilmore    | C        | Estados Unidos | Chicago Bulls                                | Jacksonville         |
| 8     | 120  | Charlie Davis    | G        | Estados Unidos | Cleveland Cavaliers                          | Wake Forest          |
| 8     | 125  | Charlie Lowery   | G        | Estados Unidos | Seattle SuperSonics                          | Puget Sound          |
| 8     | 131  | Barry Yates      | F        | Estados Unidos | Philadelphia 76ers                           | Maryland             |
| 9     | 139  | Goo Kennedy      | F/C      | Estados Unidos | Portland Trail Blazers                       | Texas Christian      |
| 9     | 150  | Jackie Dinkins   | F        | Estados Unidos | Chicago Bulls                                | Voorhees             |

## Hardship draft

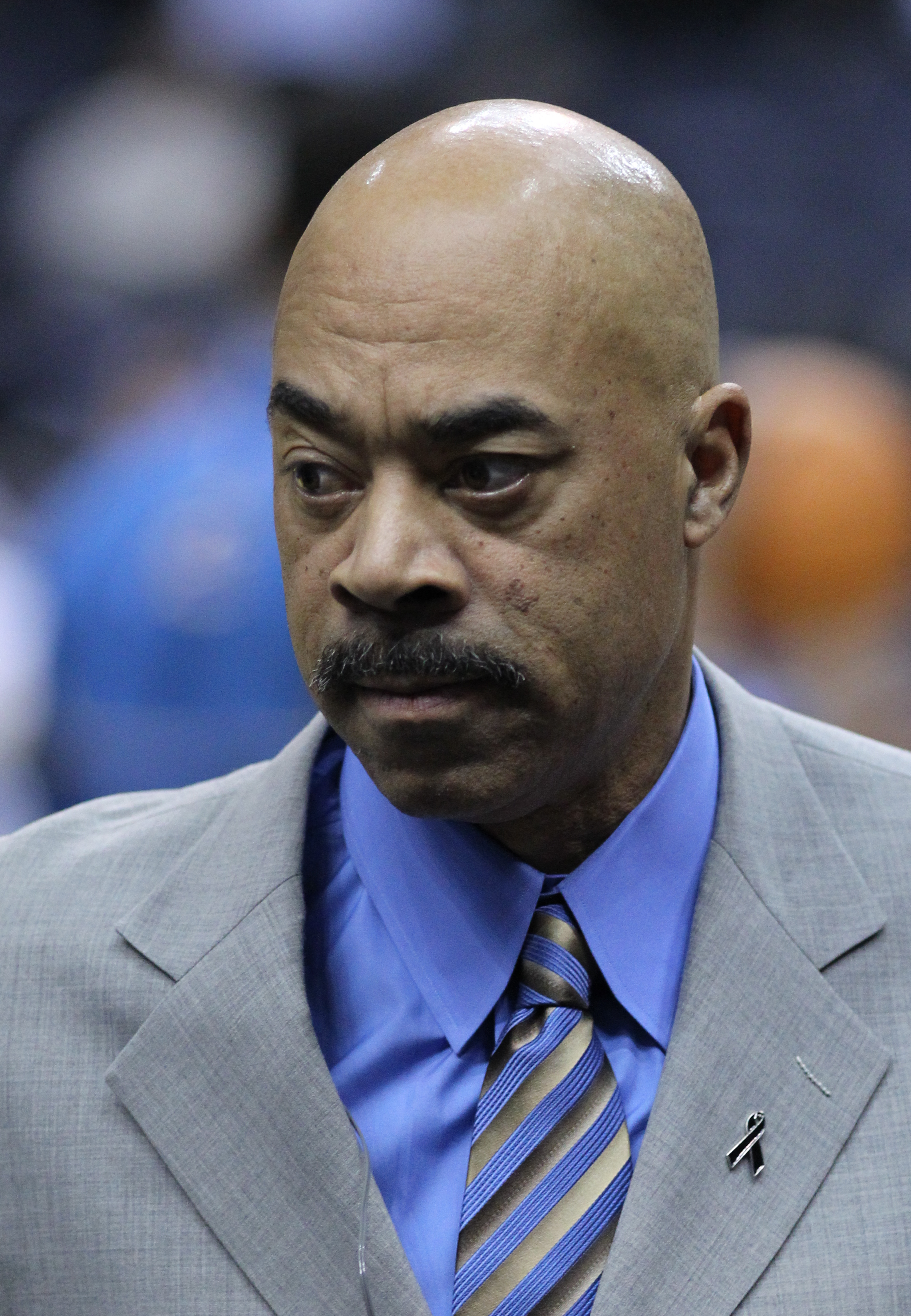
Phil Chenier fue seleccionado por Baltimore Bullets en la 4ª posición.

El 10 de septiembre de 1971, la NBA celebró un draft suplementario que incluía a jugadores que no habían terminado el periplo universitario de cuatro años. Antes del draft de 1971, los jugadores que no hubiesen completado los cuatro años no eran elegibles para el draft hasta que su clase de la universidad se graduase. Los jugadores que formaron parte del hardship draft cumplían con los criterios de dificultades económicas familiares y se les permitió entrar en el draft. Esta nueva regla entró en vigor debido al juicio que ganó Spencer Haywood contra la NBA que le permitió jugar en la liga antes de que su clase de la universidad se hubiera graduado. Los equipos seleccionaron en orden inverso al registro de victiorias-derrotas en la temporada anterior. El equipo que seleccionase a un jugador no podía elegir a ningún otro en la primera ronda del Draft de 1972. Los equipos no estaban obligados a participar en este draft y así mantener sus derechos de elección el draft de 1972.
Los tres equipos que se suponía que iban a elegir primero, Cleveland Cavaliers, Buffalo Braves y Portland Trail Blazers, declinaron a ejercer sus derechos. Por tanto, Cincinnati Royals obtuvo la primera posición, que utilizaron para seleccionar a Nate Williams de la Universidad Estatal de Utah. Phil Chenier, un jugador de tercer año de la Universidad de California, fue seleccionado por Baltimore Bullets. Fue el único jugador de este draft que fue incluido en el mejor quinteto de la NBA en una ocasión y disputó tres All-Star Games. Joe Hammond, que no jugó al baloncesto en el instituto ni en la universidad, fue seleccionado en la cuarta ronda por Los Angeles Lakers. Hammond, que jugó en Allentown Jets en la Eastern Basketball Association (EBA) antes del draft, tuvo que aplicarse el "caso de dificultad" debido a que su clase en la universidad no se podría graduar hasta 1972 si hubiese ido a la universidad. De los seis jugadores permitidos para ser seleccionados, solamente Ed Owens, de la Universidad Estatal de Weber, no fue elegido por ningún equipo de la NBA.
| Ronda | Pick | Jugador        | Posición | Nacionalidad   | Equipo                | Universidad/equipo   |
| ----- | ---- | -------------- | -------- | -------------- | --------------------- | -------------------- |
| 1     | 1    | Nate Williams  | G/F      | Estados Unidos | Cincinnati Royals     | Utah State (Jr.)     |
| 1     | 2    | Tom Payne      | C        | Estados Unidos | Atlanta Hawks         | Kentucky (So.)       |
| 1     | 3    | Cyril Baptiste | F/C      | Estados Unidos | Golden State Warriors | Creighton (Jr.)      |
| 1     | 4    | Phil Chenier   | G        | Estados Unidos | Baltimore Bullets     | California (Jr.)     |
| 4     | 5    | Joe Hammond    | G        | Estados Unidos | Los Angeles Lakers    | Allentown Jets (EBA) |

## Traspasos
1. ↑  El 20 de octubre de 1970, Chicago Bulls adquirió una elección de segunda ronda de Portland Trail Blazers a cambio de Shaler Halimon.[21][22] Los Bulls utilizaron la elección de draft para seleccionar a Willie Sojourner.
2. 1 2  El 23 de marzo de 1971, Portland Trail Blazers adquirió las elecciones de segunda ronda de 1971 y 1972 y una de tercera ronda de 1971 de San Francisco Warriors a cambio de Jim Barnett.[23][24] Los Blazers utilizaron las elecciones de draft para seleccionar a Charlie Yelverton y William Smith.
3. ↑  El 22 de octubre de 1970, Portland Trail Blazers adquirió una elección de segunda ronda de Baltimore Bullets a cambio de Dorie Murrey.[25] Los Blazers utilizaron la elección de draft para seleccionar a Rick Fisher.
4. ↑  El 11 de mayo de 1970, Buffalo Braves adquirió a Bob Kauffman y una elección de segunda ronda de Philadelphia 76ers a cambio de Bailey Howell.[26][27] Los Braves utilizaron la elección de draft para seleccionar a Spencer Haywood.
5. ↑  El día del draft, Cincinnati Royals adquirió una elección de segunda ronda de Los Angeles Lakers a cambio de Flynn Robinson.[28] Los Royals utilizaron la elección de draft para seleccionar a Joe Bergman.
6. ↑  El 23 de abril de 1970, Chicago Bulls adquirió a Jim Fox y una elección de segunda ronda de Phoenix Suns a cambio de Clem Haskins.[29][22] Los Bulls utilizaron la elección de draft para seleccionar a Howard Porte.
7. ↑  El 16 de octubre de 1970, Philadelphia 76ers adquirió una elección de segunda ronda de Chicago Bulls a cambio de Matt Guokas.[30][22] Los 76ers utilizaron la elección de draft para seleccionar a Marvin Stewart.
8. ↑  El 1 de febrero de 1971, Cleveland Cavaliers adquirió a Gary Freeman y una elección de segunda ronda de Milwaukee Bucks a cambio de McCoy McLemore.[31] Los Cavaliers utilizaron la elección de draft para seleccionar a Willie Long.
9. ↑  El 5 de septiembre de 1969, Chicago Bulls adquirió a Bob Kauffman y una elección de tercera ronda de Seattle SuperSonics a cambio de Bob Boozer y Barry Clemens.[32][22] Los Bulls utilizaron la elección de draft para seleccionar a Clifford Ray.
10. ↑  El 9 de diciembre de 1970, Cleveland Cavaliers adquirió una elección de tercera ronda de San Diego Rockets a cambio de Johnny Egan.[33] Los Cavaliers utilizaron la elección de draft para seleccionar a Jackie Ridgle.
11. ↑  El 9 de septiembre de 1969, Chicago Bulls adquirió una elección de tercera ronda de Los Angeles Lakers a cambio de Mike Lynn.[34][22] Los Bulls utilizaron la elección de draft para seleccionar a Mike Gale.